# Proto-arménien
Le proto-arménien est la première étape non attestée de la langue arménienne qui a été reconstruite par les linguistes. L'arménien étant la seule langue connue de sa branche des langues indo-européennes, la méthode comparative ne permet pas de reconstituer ses premières étapes. Au lieu de cela, une combinaison de reconstruction interne et externe, par des reconstructions de branches proto-indo-européennes et autres, a permis aux linguistes de reconstituer l'histoire antérieure de l'arménien.

## Définition
Le proto-arménien, en tant qu'ancêtre d'une seule langue vivante, n'a pas de définition claire du terme. On considère généralement qu'il comprend une variété d'étapes ancestrales de l'arménien entre le proto-indo-européen et les premières attestations de l'arménien classique. Ce n'est donc pas une proto-langue au sens strict, mais « Proto-arménien » est un terme devenu courant dans le domaine[réf. nécessaire]. Le premier témoignage de l'arménien est une traduction biblique du Ve siècle du moine Mesrop Machtots. L'histoire antérieure de la langue n'est pas claire et fait l'objet de nombreuses spéculations. Il est clair que l'arménien est une langue indo-européenne, mais son développement est opaque.
Dans tous les cas, l'arménien a de nombreuses couches d'emprunts et montre des traces de longs contacts linguistiques avec des langues anatoliennes telles que le louvite, le hittite, le mitanni, les langues hurro-urartiennes, les langues sémitiques telles que l'akkadien et l'araméen ainsi que les langues iraniennes telles que le persan et le parthe. L'arménien a aussi été influencé dans une moindre mesure par le grec et l'arabe.

## Histoire
L'origine de la langue proto-arménienne fait l'objet d'un débat scientifique. Bien que l'hypothèse arménienne serait postulat la langue arménienne comme le développement in situ du 3ème millénaire avant notre ère proto-indo-européenne langue, l'hypothèse kourgane suggère qu'il est arrivé dans les haut-plateau arménien soit des Balkans ou à travers le Caucase. L'arrivée d'une telle population parlant le proto-arménien dans les hauts plateaux arméniens est supposée s'être produite à l'époque de l'effondrement de l'âge du bronze (vers 1200 av. J.-C.),.
L'une des théories sur l'émergence de l'arménien dans la région est que les colons locuteurs d'une langue indo-européenne qui était lié aux phrygiens(les Moushkis ou rétroactivement nommés arméno-phrygiens), s'étaient déjà installés dans les parties occidentales de la région avant le royaume de Van été établi à Urartu, était devenu l'élite dirigeante sous les mèdes, suivi par l'empire achéménide. L'hypothèse qui veut que les arméniens soit liés aux phrygiens nous vient à la base de Hérodote dans l'antiquité grec. L'existence de mots urartéens dans la langue arménienne et d'emprunts arméniens en urartéens suggère un contact précoce entre les deux langues et de longues périodes de bilinguisme,.